# Phan Thanh Giản

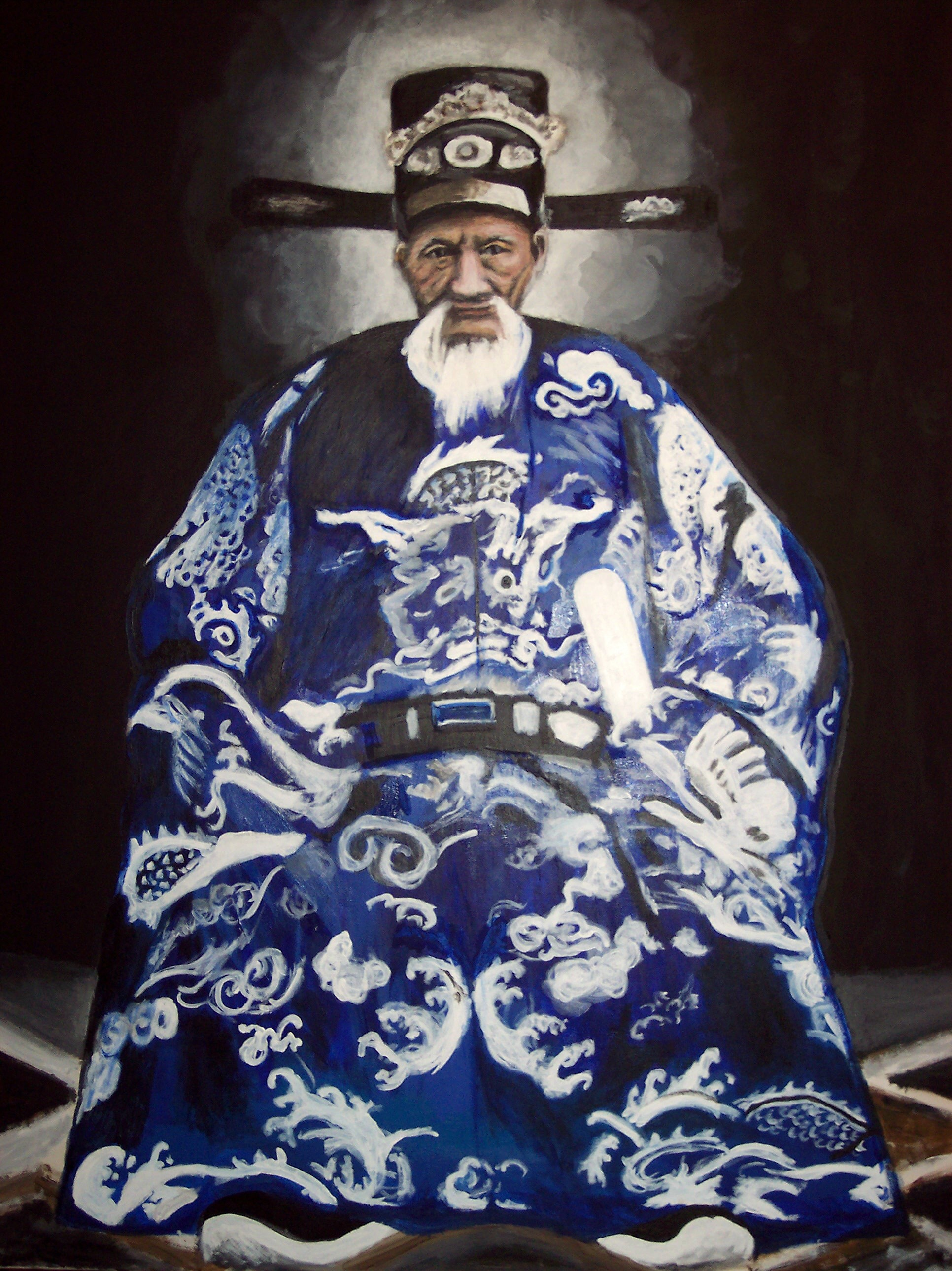
Phan Thanh Giản

Phan Thanh Giản (ur. 11 listopada 1796 w Kochinchinie w prowincji Bến Tre, zm. 4 sierpnia 1867) – wietnamski polityk, konserwatywny doradca władców Wietnamu, który na skutek nacisków Francji został zmuszony do przekazania jej niektórych terytoriów wietnamskich.

## Życiorys
Urodził się na północnych terenach dzisiejszego Wietnamu. Pochodził z ubogiej rodziny. Dzięki swoim wybitnym zdolnościom zapewnił uzyskał stanowisko doradcy cesarza Minh Mạnga. Jako wielki zwolennik konfucjanizmu popadł jednak szybko w konflikt, wskutek których Minh Mạng odebrał mu godności i tytuły, a następnie zesłał do środkowowietnamskiego Quảng Nam, gdzie został zmuszony do odbycia służby wojskowej w roli zwykłego żołnierza. Zaskoczył wówczas swoich towarzyszy, dowódców, a nawet samego cesarza, za sprawą swojej odwagi w walce. Minh Mạng przywrócił go ostatecznie do łask i powierzył mu na swoim dworze funkcję swego najbliższego doradcy. Po śmierci Minh Mạnga w 1841 sprawował ją dalej, udzielając rad następnym władcom.
Podchodził do infiltracji Wietnamu przez Europę z dużą podejrzliwością. Podejmował też różnorakie przedsięwzięcia w celu powstrzymania ekspansji kolonialnej dokonywanej przez Francję, jednak bez skutku. W tym czasie władze Wietnamu prowadziły antychrześcijańskie prześladowania, których skutkiem była interwencja armii francuskiej w 1862. Armia Francji zaatakowała południe Wietnamu, zajmując Sajgon, Biên Hoà i Vĩnh Long. Phan Thanh Giản postanowił nie dopuścić, aby podbiła ona resztę kraju. Podpisał pokój, przekazując Francji trzy południowowietnamskie prowincje. W 1863 rozpoczął kolejne rokowania z Francją, która obiecała opuścić zajęte przed rokiem prowincji w zamian za to, że cesarz uzna te terytoria za francuski protektorat. Ową umowę zawarto w 1864, ale w następnym roku Francuzi wypowiedzieli układ, woląc powrócić do warunków ustalonych w 1862. Bezsilny w kwestii położenia kresu podbojom francuskim, Phan Thanh Giản popełnił samobójstwo.